# Elezioni comunali in Sardegna del 1994
Il 12 giugno 1994 (con ballottaggio il 26 giugno) e il 20 novembre (con ballottaggio il 4 dicembre) in Sardegna si tennero le elezioni per il rinnovo di numerosi consigli comunali.

## Riepilogo Sindaci Eletti
| Provincia | Comune   | Sindaco uscente | Sindaco uscente        | Sindaco eletto | Sindaco eletto       | Primo turno | Primo turno         | Secondo turno | Secondo turno | Seggi   |        |       |         |
| --------- | -------- | --------------- | ---------------------- | -------------- | -------------------- | ----------- | ------------------- | ------------- | ------------- | ------- | ------ | ----- | ------- |
| Provincia | Comune   | Cagliari        | Cagliari               |                | Gaetano Giua (PPI)   |             | Mariano Delogu (AN) | 38.242        | 35,11         | Seggi   | 47.326 | 55,52 | 24 / 40 |
| Selargius |          | Cagliari        | Efisio Aste (PPI)      |                | Antonio Melis (PSI)  | 3.178       | 21,89               | 6.212         | 53,77         | 12 / 20 |        |       |         |
| Sassari   | Alghero  |                 | Giuseppe Giorico (PPI) |                | Carlo Sechi (Ind.)   | 6.002       | 23,43               | 14.202        | 63,01         | 12 / 20 |        |       |         |
| Oristano  | Oristano |                 | Pietro Arca (PPI)      |                | Mariano Scarpa (PDS) | 3.807       | 19,70               | 8.384         | 52,93         | 24 / 40 |        |       |         |

## Elezioni del giugno 1994

### Provincia di Cagliari

#### Selargius
| Candidati                          | Candidati                | II turno             | II turno         | I turno | I turno | Liste                                | Voti   | %     | Seggi |
| Candidati                          | Candidati                | Voti                 | %                | Voti    | %       | Liste                                | Voti   | %     | Seggi |
| ---------------------------------- | ------------------------ | -------------------- | ---------------- | ------- | ------- | ------------------------------------ | ------ | ----- | ----- |
|                                    | Antonio Melis ✔️ Sindaco | 6 261                | 53,77            | 3 178   | 21,89   | Partito Socialista Italiano          | 2 530  | 20,00 | 12    |
|                                    | Federica Siddi           | 5 384                | 46,23            | 4 524   | 31,17   | Progressisti                         | 1 264  | 9,99  | 1     |
| Partito Democratico della Sinistra | Federica Siddi           | 5 384                | 46,23            | 4 524   | 31,17   | 1 167                                | 9,23   | 1     |       |
| Partito Popolare Italiano          | Federica Siddi           | 5 384                | 46,23            | 4 524   | 31,17   | 1 163                                | 9,20   | 1     |       |
| Patto Segni                        | Federica Siddi           | 5 384                | 46,23            | 4 524   | 31,17   | 876                                  | 6,93   | –     |       |
| Seggio di coalizione               | Seggio di coalizione     | Seggio di coalizione | 46,23            | 4 524   | 31,17   | 1                                    |        |       |       |
|                                    | Ilario Contu             | Ilario Contu         | Ilario Contu     | 2 146   | 14,78   | Lista Civica                         | 1 040  | 8,22  | –     |
| Partito Sardo d'Azione             | Ilario Contu             | Ilario Contu         | Ilario Contu     | 2 146   | 14,78   | 768                                  | 6,07   | –     |       |
| Seggio di coalizione               | Seggio di coalizione     | Seggio di coalizione | Ilario Contu     | 2 146   | 14,78   | 1                                    |        |       |       |
|                                    | Alberto Diana            | Alberto Diana        | Alberto Diana    | 2 135   | 14,71   | Forza Italia                         | 1 156  | 9,14  | 1     |
| Alleanza Nazionale                 | Alberto Diana            | Alberto Diana        | Alberto Diana    | 2 135   | 14,71   | 815                                  | 6,44   | –     |       |
| Seggio di coalizione               | Seggio di coalizione     | Seggio di coalizione | Alberto Diana    | 2 135   | 14,71   | 1                                    |        |       |       |
|                                    | Efisio Cordeddu          | Efisio Cordeddu      | Efisio Cordeddu  | 1 400   | 9,64    | Lista Civica                         | 865    | 6,84  | –     |
|                                    | Paola Bertolucci         | Paola Bertolucci     | Paola Bertolucci | 1 133   | 7,81    | Partito della Rifondazione Comunista | 561    | 4,44  | –     |
| Lista Civica                       | Paola Bertolucci         | Paola Bertolucci     | Paola Bertolucci | 1 133   | 7,81    | 442                                  | 3,49   | –     |       |
| Seggio di coalizione               | Seggio di coalizione     | Seggio di coalizione | Paola Bertolucci | 1 133   | 7,81    | 1                                    |        |       |       |
| Totale                             | Totale                   | 11 645               | 100              | 14 516  | 100     |                                      | 12 647 | 100   | 20    |
|                                    |                          |                      |                  |         |         |                                      |        |       |       |
| Fonte: Ministero dell'interno      |                          |                      |                  |         |         |                                      |        |       |       |

### Provincia di Sassari

#### Alghero
| Candidati                            | Candidati               | II turno                | II turno                | I turno | I turno | Liste                        | Voti   | %     | Seggi |
| Candidati                            | Candidati               | Voti                    | %                       | Voti    | %       | Liste                        | Voti   | %     | Seggi |
| ------------------------------------ | ----------------------- | ----------------------- | ----------------------- | ------- | ------- | ---------------------------- | ------ | ----- | ----- |
|                                      | Carlo Sechi ✔️ Sindaco  | 14 202                  | 63,01                   | 6 002   | 23,43   | Sardenya i Llibertat         | 3 577  | 16,21 | 10    |
| Progressisti                         | Carlo Sechi ✔️ Sindaco  | 14 202                  | 63,01                   | 6 002   | 23,43   | 2 801                        | 12,69  | 7     |       |
| Partito della Rifondazione Comunista | Carlo Sechi ✔️ Sindaco  | 14 202                  | 63,01                   | 6 002   | 23,43   | 502                          | 2,27   | 1     |       |
|                                      | Pietro Calaresu         | 8 337                   | 36,99                   | 9 513   | 37,13   | Forza Italia                 | 4 112  | 18,63 | 4     |
| Alleanza Nazionale                   | Pietro Calaresu         | 8 337                   | 36,99                   | 9 513   | 37,13   | 1 502                        | 6,81   | 1     |       |
| Seggio di coalizione                 | Seggio di coalizione    | Seggio di coalizione    | 36,99                   | 9 513   | 37,13   | 1                            |        |       |       |
|                                      | Giuseppe Sanna          | Giuseppe Sanna          | Giuseppe Sanna          | 4 257   | 16,62   | Centro Cristiano Democratico | 1 312  | 5,95  | –     |
| Seggio di coalizione                 | Seggio di coalizione    | Seggio di coalizione    | Giuseppe Sanna          | 4 257   | 16,62   | 1                            |        |       |       |
|                                      | Toti Columbano          | Toti Columbano          | Toti Columbano          | 1 240   | 4,84    | Lista Civica                 | 1 050  | 4,76  | –     |
| Seggio di coalizione                 | Seggio di coalizione    | Seggio di coalizione    | Toti Columbano          | 1 240   | 4,84    | 1                            |        |       |       |
|                                      | Maria Vittoria Cilliano | Maria Vittoria Cilliano | Maria Vittoria Cilliano | 1 187   | 4,63    | Patto Segni                  | 1 308  | 5,93  | –     |
| Seggio di coalizione                 | Seggio di coalizione    | Seggio di coalizione    | Maria Vittoria Cilliano | 1 187   | 4,63    | 1                            |        |       |       |
|                                      | Carlo Demontis          | Carlo Demontis          | Carlo Demontis          | 955     | 3,73    | Partito Sardo d'Azione       | 487    | 2,21  | –     |
|                                      | Pietro Sechi            | Pietro Sechi            | Pietro Sechi            | 868     | 3,39    | Lista Civica                 | 818    | 3,71  | –     |
|                                      | Martino Lorettu         | Martino Lorettu         | Martino Lorettu         | 673     | 2,63    | Partito Popolare Italiano    | 3 329  | 15,09 | 2     |
| Lista Civica                         | Martino Lorettu         | Martino Lorettu         | Martino Lorettu         | 673     | 2,63    | 261                          | 1,18   | –     |       |
| Seggio di coalizione                 | Seggio di coalizione    | Seggio di coalizione    | Martino Lorettu         | 673     | 2,63    | 1                            |        |       |       |
|                                      | Giancarlo Spirito       | Giancarlo Spirito       | Giancarlo Spirito       | 489     | 1,91    | Lista Civica                 | 613    | 2,78  | –     |
|                                      | Gianpiero Galleri       | Gianpiero Galleri       | Gianpiero Galleri       | 436     | 1,70    | Lista Indipendente           | 496    | 2,25  | –     |
| Totale                               | Totale                  | 22 539                  | 100                     | 25 620  | 100     |                              | 22 068 | 100   | 30    |
|                                      |                         |                         |                         |         |         |                              |        |       |       |
| Fonte: Ministero dell'interno        |                         |                         |                         |         |         |                              |        |       |       |

### Provincia di Oristano

#### Oristano
| Candidati                              | Candidati                 | II turno               | II turno               | I turno | I turno | Liste                         | Voti   | %     | Seggi |
| Candidati                              | Candidati                 | Voti                   | %                      | Voti    | %       | Liste                         | Voti   | %     | Seggi |
| -------------------------------------- | ------------------------- | ---------------------- | ---------------------- | ------- | ------- | ----------------------------- | ------ | ----- | ----- |
|                                        | Mariano Scarpa ✔️ Sindaco | 8 384                  | 52,93                  | 3 807   | 19,70   | Progressisti                  | 2 190  | 12,74 | 7     |
| Oristano Democratica (AD - PSI - PSDI) | Mariano Scarpa ✔️ Sindaco | 8 384                  | 52,93                  | 3 807   | 19,70   | 830                           | 4,83   | 2     |       |
|                                        | Marco Pio Martinez        | 7 456                  | 47,07                  | 5 824   | 30,13   | Forza Italia                  | 3 346  | 19,47 | 6     |
| Alleanza Nazionale                     | Marco Pio Martinez        | 7 456                  | 47,07                  | 5 824   | 30,13   | 1 568                         | 9,12   | 2     |       |
| Seggio di coalizione                   | Seggio di coalizione      | Seggio di coalizione   | 47,07                  | 5 824   | 30,13   | 1                             |        |       |       |
|                                        | Carlo Pettinau            | Carlo Pettinau         | Carlo Pettinau         | 3 057   | 15,82   | Lista Civica                  | 2 280  | 13,27 | 4     |
| Partito Sardo d'Azione                 | Carlo Pettinau            | Carlo Pettinau         | Carlo Pettinau         | 3 057   | 15,82   | 756                           | 4,40   | 1     |       |
| Seggio di coalizione                   | Seggio di coalizione      | Seggio di coalizione   | Carlo Pettinau         | 3 057   | 15,82   | 1                             |        |       |       |
|                                        | Giovanni Maria Sanna      | Giovanni Maria Sanna   | Giovanni Maria Sanna   | 2 763   | 14,30   | Partito Popolare Italiano (A) | 2 720  | 15,83 | 7     |
| Seggio di coalizione                   | Seggio di coalizione      | Seggio di coalizione   | Giovanni Maria Sanna   | 2 763   | 14,30   | 1                             |        |       |       |
|                                        | Maddalena Della Casa      | Maddalena Della Casa   | Maddalena Della Casa   | 2 617   | 13,54   | Patto Segni (B)               | 2 415  | 14,05 | 6     |
| Seggio di coalizione                   | Seggio di coalizione      | Seggio di coalizione   | Maddalena Della Casa   | 2 617   | 13,54   | 1                             |        |       |       |
|                                        | Francesca Salis           | Francesca Salis        | Francesca Salis        | 829     | 4,29    | Progressisti                  | 732    | 4,26  | –     |
| Seggio di coalizione                   | Seggio di coalizione      | Seggio di coalizione   | Francesca Salis        | 829     | 4,29    | 1                             |        |       |       |
|                                        | Gerardo Vincenzo Collu    | Gerardo Vincenzo Collu | Gerardo Vincenzo Collu | 430     | 2,22    | Partidu Sardu Indipendentista | 350    | 2,04  | –     |
| Totale                                 | Totale                    | 15 840                 | 100                    | 19 327  | 100     |                               | 17 187 | 100   | 40    |
|                                        |                           |                        |                        |         |         |                               |        |       |       |
| Fonte: Ministero dell'interno          |                           |                        |                        |         |         |                               |        |       |       |